# Прераца
Прераца (серб. Прераца / Preraca) — село в общине Билеча Республики Сербской Боснии и Герцеговины. Население составляет 54 человека по переписи 2013 года.